# Пливање на Летњим олимпијским играма 2020 — 100 м леђно за мушкарце
Пливачке трке у дисциплини 100 метара леђним стилом за мушкарце на Летњим олимпијским играма 2020. одржане су 25. јула (квалификације), 26. јула (полуфинала) и 27. јула (финале) 2021. у Олимпијском базену у Токију. Било је то 26. такмичење у овој дисциплини у историји Олимпијских игара од премијерне трке на 100 јарди на Олимпијским играма 1904. у Сент Луису. 
Учестовао је 41 такмичар из 30 земаља, а само такмичење се одвијало у три дела који су чиниле квалификације, полуфинала и финале.
Титулу олимпијског победника у овој дисциплини освојио је руски репрезентативац Јевгениј Рилов који је у финалу испливао време новог европског рекорда од 51,98 секунди. Уједно је то била и прва златна медаља за Русији у историји у овој дисциплини. Сребрну медаљу је освојио други руски представник Климент Колесњиков, док је бранилац олимпијског злата из Рија 2016. Рајан Марфи освојио бронзу.  

## Освајачи медаља
|                      | Резултат |                          | Резултат |                   | Резултат |
|                      |          |                          |          |                   |          |
| Јевгениј Рилов (RUS) | 51,98    | Климент Колесњиков (RUS) | 52,00    | Рајан Марфи (USA) | 52,19    |

## Рекорди
Уочи почетка трка у овој дисциплини важили су следећи светски и олимпијски рекорди:
| Светски рекорд СР    | Рајан Марфи | 51,85 | Рио де Жанеиро (Бразил) | 13. август 2016. |
| Олимпијски рекорд ОР | Рајан Марфи | 51,85 | Рио де Жанеиро (Бразил) | 13. август 2016. |

## Квалификационе норме
Квалификациона олимпијска норма за учешће у овој дисциплини је била 53,85 секунди и сви пливачи који су у квалификационом периоду испливали трку у овом времену су се директно квалификовали. Свака појединачна земља је могла да пријави максимално два такмичара са испуњеном квалификационом нормом. Олимпијска Б норма или олимпијско селекционо време је износило 55,47 секунди и преко њега је могао да се квалификује само по један пливач по држави. Један мањи део учесника је обезбедио свој наступ на ОИ преко специјалних позивница МОК-а и ФИНА-е.

## Резултати квалификација
Квалификационе трке на 100 метара леђним стилом су одржане у вечерњем делу програма 25. јула 2021. са почетком од 19:51 часова по локалном времену. У квалификацијама је наступио 41 пливача из 30 земаља. Пливало се у 6 квалификационих трка, а директан пласман у полуфинале остварило је 16 пливача са најбољим временима квалификација.
| Плас. | Трка | Стаза | Пливач                  | НОК                       | Време | Нап.  |
| ----- | ---- | ----- | ----------------------- | ------------------------- | ----- | ----- |
| 1.    | 5    | 4     | Климент Колесњиков      | Русија*                   | 52,15 | КВ    |
| 2.    | 5    | 3     | Томас Чекон             | Италија                   | 52,49 | КВ НР |
| 3.    | 4    | 4     | Сју Ђају                | Кина                      | 52,70 | КВ    |
| 4.    | 5    | 5     | Мич Ларкин              | Аустралија                | 52,97 | КВ    |
| 5.    | 5    | 2     | Рјосуке Ирије           | Јапан                     | 52,99 | КВ    |
| 6.    | 6    | 2     | Јоан Ндоај Бруар        | Француска                 | 53,13 | КВ    |
| 7.    | 6    | 4     | Јевгениј Рилов          | Русија*                   | 53,22 | КВ    |
| 7.    | 6    | 5     | Рајан Марфи             | Сједињене Америчке Државе | 53,22 | КВ    |
| 9.    | 5    | 6     | Уго Гонзалез            | Шпанија                   | 53,45 | КВ    |
| 10.   | 4    | 3     | Меван Томак             | Француска                 | 53,49 | КВ    |
| 11.   | 4    | 6     | Гиљерме Гвидо           | Бразил                    | 53,65 | КВ    |
| 12.   | 6    | 6     | Роберт Глинца           | Румунија                  | 53,67 | КВ    |
| 13.   | 4    | 7     | Ајзак Купер             | Аустралија                | 53,73 | КВ    |
| 14.   | 3    | 5     | Марек Улрих             | Немачка                   | 53,74 | КВ    |
| 15.   | 4    | 5     | Хантер Армстронг        | Сједињене Америчке Државе | 53,77 | КВ    |
| 15.   | 6    | 3     | Апостолос Христу        | Грчка                     | 53,77 | КВ    |
| 17.   | 4    | 2     | Лук Гринбенк            | Уједињено Краљевство      | 53,79 |       |
| 17.   | 5    | 7     | Симоне Сабиони          | Италија                   | 53,79 |       |
| 19.   | 6    | 7     | Маркус Тормајер         | Канада                    | 53,80 |       |
| 20.   | 3    | 8     | Гиљермр Басето          | Бразил                    | 53,84 |       |
| 20.   | 5    | 8     | Ли Џухо                 | Јужна Кореја              | 53,84 |       |
| 22.   | 3    | 2     | Ке Џенгвен              | Сингапур                  | 53,94 |       |
| 23.   | 2    | 6     | Кацпер Стоковски        | Пољска                    | 53,99 |       |
| 24.   | 5    | 1     | Питер Кутзе             | Јужноафричка Република    | 54,05 |       |
| 25.   | 3    | 4     | Оле Брауншвајг          | Немачка                   | 54,14 |       |
| 26.   | 6    | 1     | Кол Прат                | Канада                    | 54,27 |       |
| 27.   | 3    | 6     | Срихари Натараџ         | Индија                    | 54,31 |       |
| 28.   | 2    | 2     | Франсиско Сантос        | Португалија               | 54,35 | НР    |
| 29.   | 4    | 8     | Адам Телегди            | Мађарска                  | 54,42 |       |
| 30.   | 2    | 5     | Јан Чејка               | Чешка                     | 54,69 |       |
| 31.   | 3    | 7     | Јаков Тумаркин          | Израел                    | 54,81 |       |
| 32.   | 2    | 3     | Дилан Картер            | Тринидад и Тобаго         | 54,82 |       |
| 33.   | 3    | 1     | Микита Цмих             | Белорусија                | 54,88 |       |
| 34.   | 1    | 4     | Мердан Атајев           | Туркмeнистан              | 55,24 |       |
| 35.   | 3    | 3     | Бернхард Рајцхамер      | Аустрија                  | 55,26 |       |
| 36.   | 2    | 4     | Михаел Лајтаровски      | Израел                    | 55,34 |       |
| 37.   | 2    | 7     | Калојан Лефтеров        | Бугарска                  | 55,60 |       |
| 38.   | 4    | 1     | Данијел Мартин          | Румунија                  | 56,91 |       |
| 39.   | 1    | 5     | Габријел Кастиљо        | Боливија                  | 58,24 |       |
| 40.   | 1    | 3     | Херинијаво Расолоњатово | Мадагаскар                | 59,81 |       |
| —     | 6    | 8     | Ричард Бохуш            | Мађарска                  | ДСК   |       |

## Резултати полуфинала
Полуиналне трке су пливане 26. јула у јутарњем делу програма са почетком од 11:31 часова по локалном времену, а пласман у финале остварило је осам пливаче са најбољим резултатима.
| Плас. | Трка | Стаза | Пливач             | НОК                       | Време | Нап. |
| ----- | ---- | ----- | ------------------ | ------------------------- | ----- | ---- |
| 1.    | 1    | 6     | Рајан Марфи        | Сједињене Америчке Државе | 52,24 | КВ   |
| 2.    | 2    | 4     | Климент Колесњиков | Русија*                   | 52,29 | КВ   |
| 3.    | 1    | 5     | Мич Ларкин         | Аустралија                | 52,76 | КВ   |
| 4.    | 1    | 4     | Томас Чекон        | Италија                   | 52,78 | КВ   |
| 5.    | 2    | 6     | Јевгениј Рилов     | Русија*                   | 52,91 | КВ   |
| 6.    | 2    | 5     | Сју Ђају           | Кина                      | 52,94 | КВ   |
| 7.    | 2    | 2     | Уго Гонзалез       | Шпанија                   | 53,05 | КВ   |
| 8.    | 1    | 7     | Роберт Глинца      | Румунија                  | 53,20 | КВ   |
| 9.    | 2    | 3     | Рјосуке Ирије      | Јапан                     | 53,21 |      |
| 9.    | 2    | 8     | Хантер Армстронг   | Сједињене Америчке Државе | 53,21 |      |
| 11.   | 1    | 8     | Апостолос Христу   | Грчка                     | 53,41 |      |
| 12.   | 2    | 1     | Ајзак Купер        | Аустралија                | 53,43 |      |
| 13.   | 1    | 1     | Марек Улрих        | Немачка                   | 53,54 |      |
| 14.   | 1    | 2     | Меван Томак        | Француска                 | 53,62 |      |
| 15.   | 2    | 7     | Гиљерме Гвидо      | Бразил                    | 53,80 |      |
| —     | 1    | 3     | Јоан Ндоај Бруар   | Француска                 | ДСК   |      |

## Резултати финала
Финална трка је пливане у 27. јула, у јутарњем делу програма са почетком од 10:59 часова по локалном времену.
| Плас. | Стаза | Пливачи            | НОК                       | Време | Нап. |
| ----- | ----- | ------------------ | ------------------------- | ----- | ---- |
|       | 2     | Јевгениј Рилов     | Русија*                   | 51,98 | KР   |
|       | 5     | Климент Колесњиков | Русија*                   | 52,00 |      |
|       | 4     | Рајан Марфи        | Сједињене Америчке Државе | 52,19 |      |
| 4.    | 6     | Томас Чекон        | Италија                   | 52,30 | НР   |
| 5.    | 7     | Сју Ђају           | Кина                      | 52,51 |      |
| 6.    | 1     | Уго Гонзалез       | Шпанија                   | 52,78 |      |
| 7.    | 3     | Мич Ларкин         | Аустралија                | 52,79 |      |
| 8.    | 8     | Роберт Глинца      | Румунија                  | 52,95 |      |